# Wollmar Boström
Pour les articles homonymes, voir Boström.
Wollmar Boström, né le 15 juin 1878 à Överselö, commune de Strängnäs et mort le 7 novembre 1956 à Stockholm, est un joueur de tennis et diplomate suédois.

## Biographie
Wollmar Boström est le fils de Filip Boström (sv), gouverneur du Comté de Södermanland et le neveu du Premier Ministre Erik Gustaf Boström.
Il a remporté le premier Championnat de Suède en 1902. Il s'est aussi imposé en 1909. Il compte par ailleurs deux titres aux Championnats de Suède sur courts couverts en 1905 et 1909, et un aux Internationaux de Suède courts couverts en 1905. Il devient président de la Fédération suédoise de tennis en 1909.
En 1908, il fait partie avec Gunnar Setterwall des deux seuls joueurs étrangers disputant le tournoi en salle des Jeux olympiques de Londres. Battu lors de son premier match en simple, il obtient une médaille de bronze en double avec Setterwall grâce à leur victoire sur la paire britannique composée de Lionel Escombe et Josiah Ritchie. Il participe également aux tournois de tennis des Jeux olympiques de Stockholm en 1912 en salle et en extérieur, échouant dans le meilleur des cas au 3e tour en simple et en quart de finale en double avec Curt Benckert.
En 1903, il intègre le ministère des Affaires étrangères. Il occupe successivement les postes de secrétaire d'État aux Affaires étrangères, ambassadeur de Suède en Espagne et au Portugal, puis aux États-Unis de 1925 à 1945.

## Distinctions
- Commandeur grand-croix de l'ordre royal de l'Étoile polaire